# Президент на Република Сръбска
Президентът на Република Сръбска (на сръбски: Предсједник Републике Српске) представлява и изразява единството на Република Сръбска. Той е част от изпълнителната власт на Република Сръбска в Босна и Херцеговина. Избира се чрез преки избори от всеки имащ право на глас гражданин на Република Сръбска.

## Списък на президентите
| №  | Президент        | Встъпил в длъжност | Напуснал длъжността | Партия                                        | Портрет |
| 1  | Радован Караджич | 7 април 1992       | 19 юли 1996         | Сръбска демократическа партия                 |         |
| 2  | Биляна Плавшич   | 19 юли 1996        | 4 ноември 1998      | Сръбска демократическа партия                 |         |
| 3  | Никола Поплашен  | 4 ноември 1998     | 2 септември 1999    | Сръбска радикална партия на Република Сръбска |         |
| 4  | Петър Джокич     | 2 септември 1999   | 26 септември 2000   | Социалистическа партия                        |         |
| 5  | Мирко Шарович    | 26 септември 2000  | 28 ноември 2002     | Сръбска демократическа партия                 |         |
| 6  | Драган Чавич     | 28 ноември 2002    | 9 ноември 2006      | Сръбска демократическа партия                 |         |
| 7  | Милан Йелич      | 9 ноември 2006     | 30 септември 2007   | Съюз на независимите социалдемократи          |         |
| 8  | Игор Радойчич    | 1 октомври 2007    | 9 декември 2007     | Съюз на независимите социалдемократи          |         |
| 9  | Райко Кузманович | 9 декември 2007    | 15 ноември 2010     | Съюз на независимите социалдемократи          |         |
| 10 | Милорад Додик    | 15 ноември 2010    | 19 ноември 2018     | Съюз на независимите социалдемократи          |         |
| 11 | Желка Цвиянович  | 19 ноември 2018    | 15 ноември 2022     | Съюз на независимите социалдемократи          |         |
| 12 | Милорад Додик    | 15 ноември 2022    | настоящ             | Съюз на независимите социалдемократи          |         |

## Вицепрезиденти
Република Сръбска се представлява от двама вицепрезиденти, по един от останалите два основни етноса – бошняк и хърватин.